# Australian Square Kilometer Array Pathfinder
El Pathfinder de matriz de kilómetros cuadrados de Australia (ASKAP) es una matriz de radiotelescopio ubicada en el Observatorio de Radioastronomía de Murchison (MRO) en el Medio Oeste de Australia. ASKAP consta de 36 antenas parabólicas idénticas, cada una de 12 metros de diámetro, que funcionan juntas como un solo instrumento con un área de recolección total de aproximadamente 4000 metros cuadrados.
Es operado por la agencia gubernamental de investigación CSIRO y forma parte de la Instalación Nacional del Telescopio de Australia.
La combinación de ASKAP de velocidad de exploración rápida y alta sensibilidad permitirá actividades como investigar la creación y evolución temprana del Universo, analizar el magnetismo cósmico, probar predicciones de la teoría general de la relatividad, mapear agujeros negros y explorar los orígenes de las galaxias.
ASKAP es también un demostrador de tecnología para la matriz internacional de kilómetros cuadrados (SKA), un radiotelescopio planificado que se prevé que sea el más grande y sensible del mundo. La casa del ASKAP, el MRO, también ha sido seleccionada como una de las dos ubicaciones centrales del SKA.

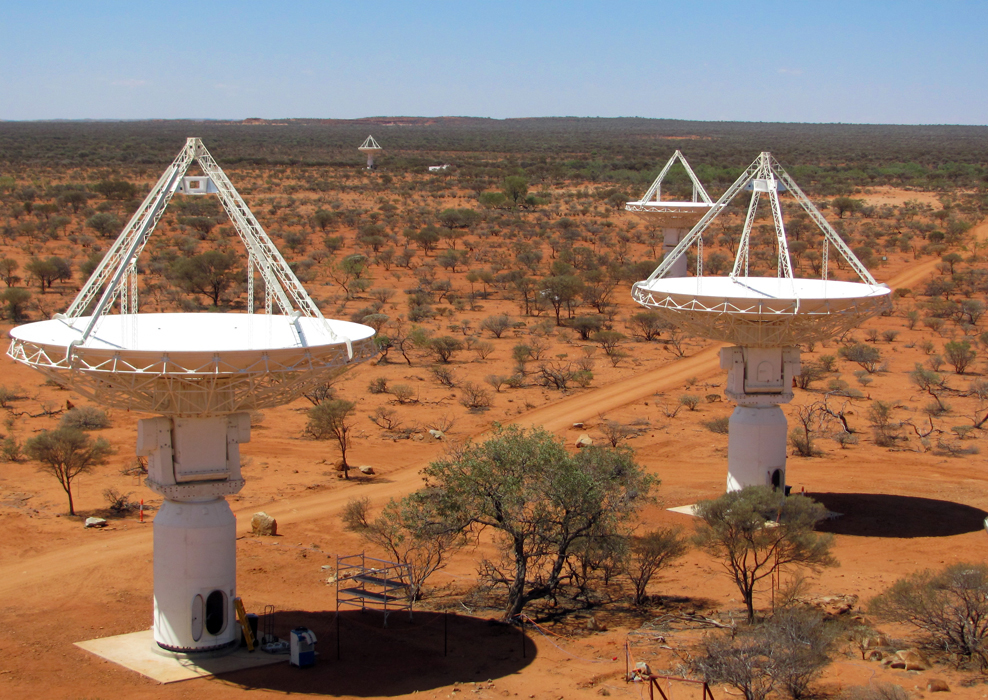
CSIRO ASKAP 2010

La construcción de ASKAP comenzó a fines de 2009 y se inauguró en octubre de 2012, lista para convertirse en el radiotelescopio de reconocimiento más rápido del mundo.